# Hope (Colombie-Britannique)
Pour les articles homonymes, voir Hope.
Hope (prononcé en anglais : /hoʊp/) est une municipalité de district de Colombie-Britannique, au Canada, située à l'est de Vancouver, au confluent du Fraser et de son affluent, la rivière Coquihalla. Elle fait partie du district régional de Fraser Valley.
En 1981, la ville de Hope sert de décor au film Rambo.

## Démographie
| 2001  | 2006  | 2011  | 2016  |
| ----- | ----- | ----- | ----- |
| 6 184 | 6 185 | 5 969 | 6 181 |

## Église Christ Church
Construite en 1861, l'église anglicane Christ Church est la plus vieille église de Colombie-Britannique. Elle a été érigée pendant la ruée vers l'or de 1858.

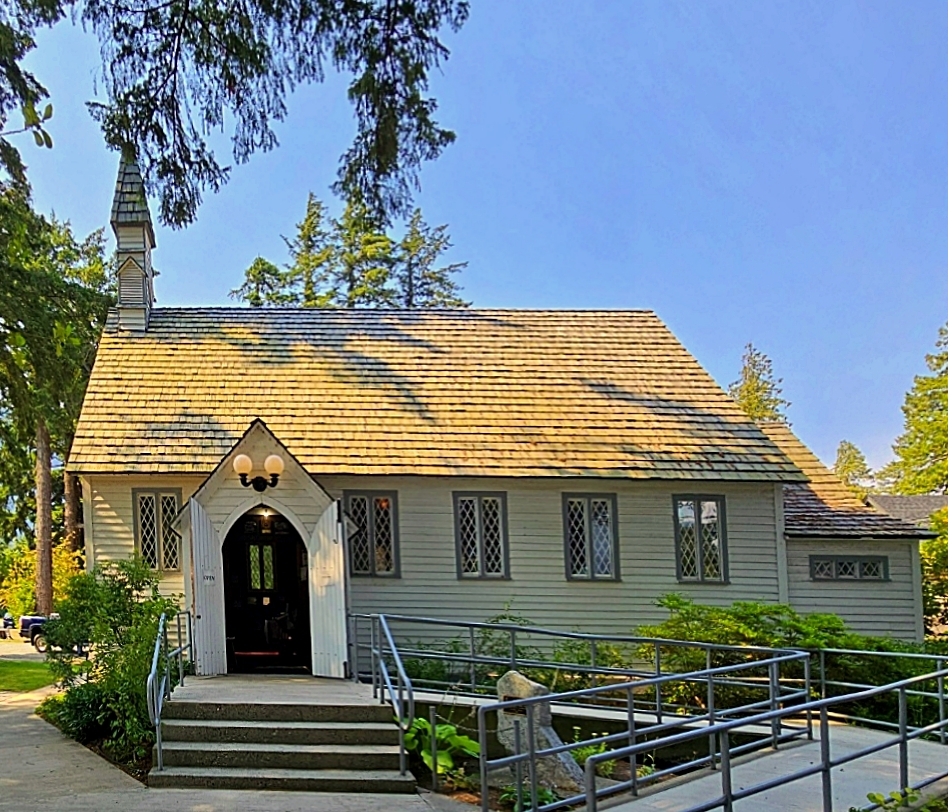
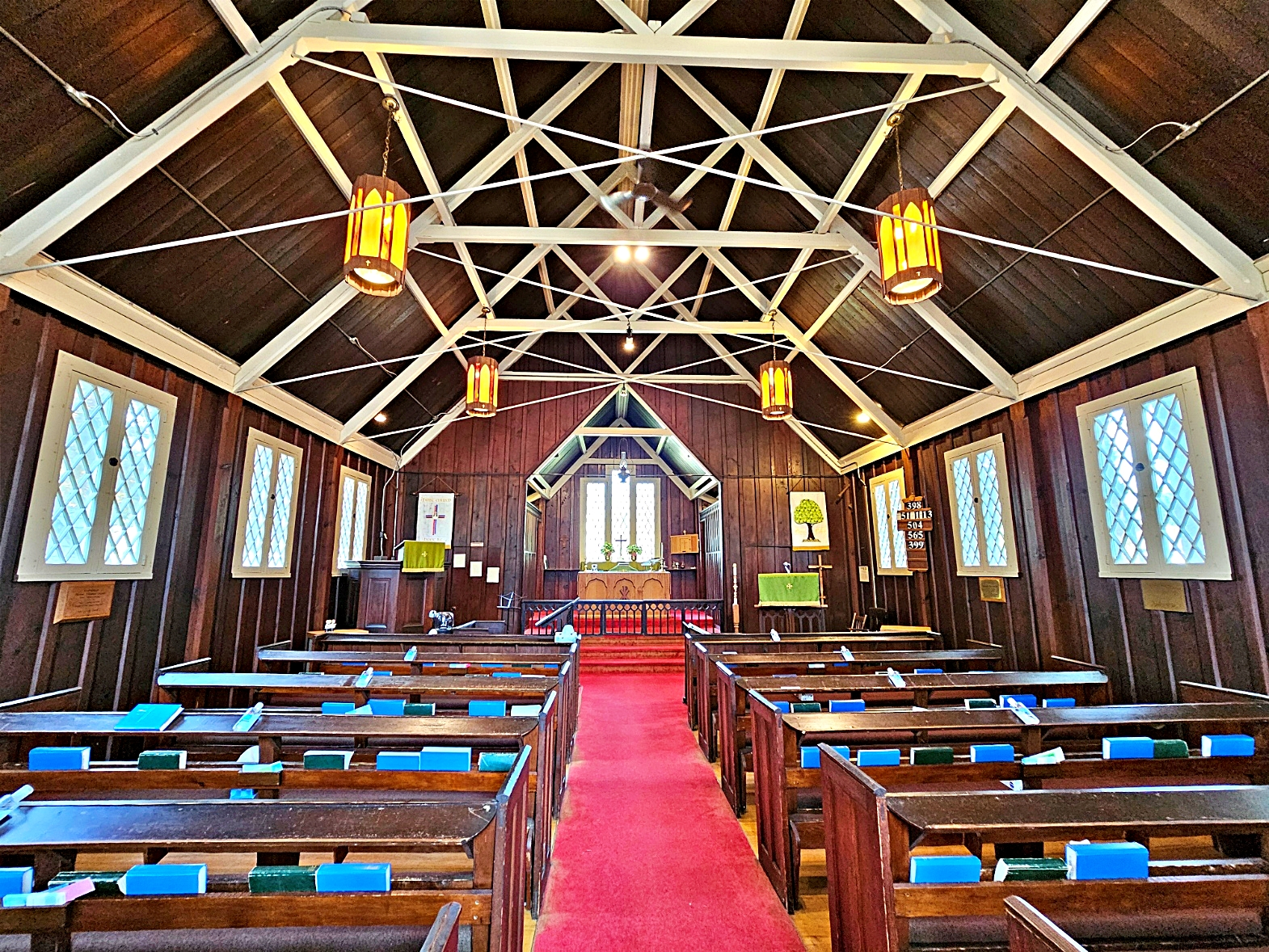
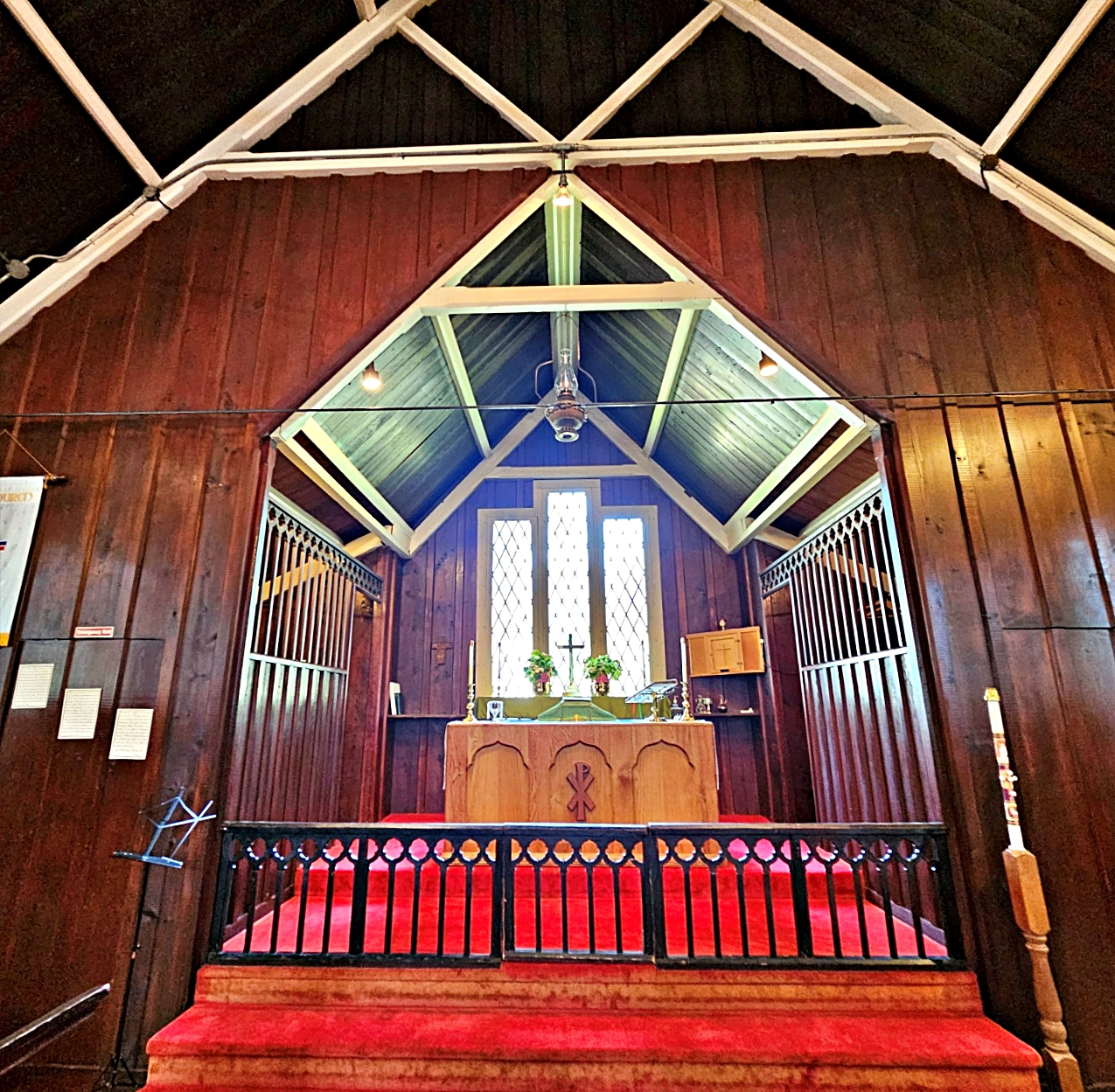